# 切拉诺骑士之死
《切拉诺骑士之死》（Morte del cavaliere di Celano）是乔托的一幅湿壁画，位于亚西西的圣方济各上层圣殿内，是《圣方济各生平组画》二十八幅中的第十六幅，绘制于1295-1299年，其尺寸为230 x 270厘米。
这幅画颇具戏剧性，画面清楚地分为两部分，左侧表现在一处美丽的建筑内，切拉诺骑士邀请方济各和另一位修士的宴会，而右侧的部分表现人群冲向突然死亡的骑士。两个部分形成了强烈的对比。